# 格魯瓊茲
格魯瓊茲（波蘭語：Grudziądz，波蘭語發音：[ˈɡrud͡ʑɔnt͡s]，舊譯格劳登茨）是位於波蘭北部，維斯瓦河流域的城市，人口約9萬。在1975－1998年期間，曾屬托倫省，1999年省分整併後屬於庫亞維-濱海省，是該省第四大城市。

## 交通

### 鐵路
該城市透過格魯瓊茲車站可以直達華沙、托倫、比得哥什、格丁尼亞、卡托維策、克維曾、馬爾堡與霍伊尼采等地。

## 友好城市
- 德国 居特斯洛
- 瑞典 法倫
- 中国 南寧市[4]